# Scout C

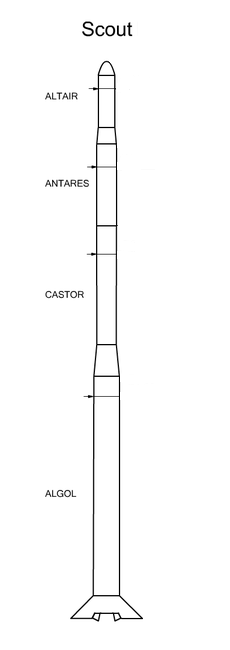
O foguete Scout.

O Scout C, foi, apenas uma proposta apresentada para compor a família de foguetes Scout.
Seria um modelo específico para ser usado como um veículo de lançamento descartável, com capacidade de conduzir cargas úteis maiores.
Composto por cinco estágios, a ideia era adicionar mais um estágio, com motor Hercules BE-3 aos quatro já conhecidos.
Essa proposta não foi implementada, e esse modelo portanto, não chegou a ser lançado.